# スコットランド国立美術館
スコットランド国立美術館（スコットランドこくりつびじゅつかん、英: National Gallery of Scotland）はスコットランドのエディンバラにある国立美術館。精緻な新古典主義様式の建物で、エディンバラ中央部のマウンド（en:The Mound）と呼ばれる人工的な丘陵地帯に建てられている。建物はスコットランド人建築家ウィリアム・ヘンリー・プレイフェア（en:William Henry Playfair）の設計によるもので、1859年に開館した。
1912年には隣接する王立スコットランド・アカデミー（en:Royal Scottish Academy）とともにウィリアム・トマス・オルドリーヴによって改築されている。改築終了後の再開館時には、スコットランドとヨーロッパ諸国美術の常設展示に力が入れられていた。
美術館の研究施設には、初期ルネサンスから19世紀後半までの版画とドローイングに関する紙資料が30,000枚以上収蔵されており、参考文献のみが集められた学術図書館も大衆に公開されている。学術図書館は1300年から1900年までの時代をカバーしており、約50,000点の文献、日誌、スライド、マイクロフィルムなどが収められ、スコットランド国立美術館のコレクション、展示会、歴史などに関する文書も収容されている。
「プレイフェア・プロジェクト」と名づけられた、スコットランド国立美術館と王立スコットランド・アカデミーを地下でつなぐウェストンリンク（The Weston Link）の設置が2004年に完成し、講義室、研究施設、ショップ、レストラン、タッチスクリーン仕様の仮想コレクションギャラリーなどが併設された。この二つの建物の間には近代的な広場が設置されており、エディンバラ城やプリンセス・ストリート（en:Princes Street）を一望することができる。
スコットランド国立美術館のコレクションの中核は王立スコットランド・アカデミーから移管された絵画で、ヤコポ・バッサーノ、アンソニー・ヴァン・ダイク、ジョヴァンニ・バッティスタ・ティエポロらの傑作が収蔵されている。1903年以来、スコットランド国立美術館には独自の絵画購入補助金は一切交付されていない。

## ギャラリー

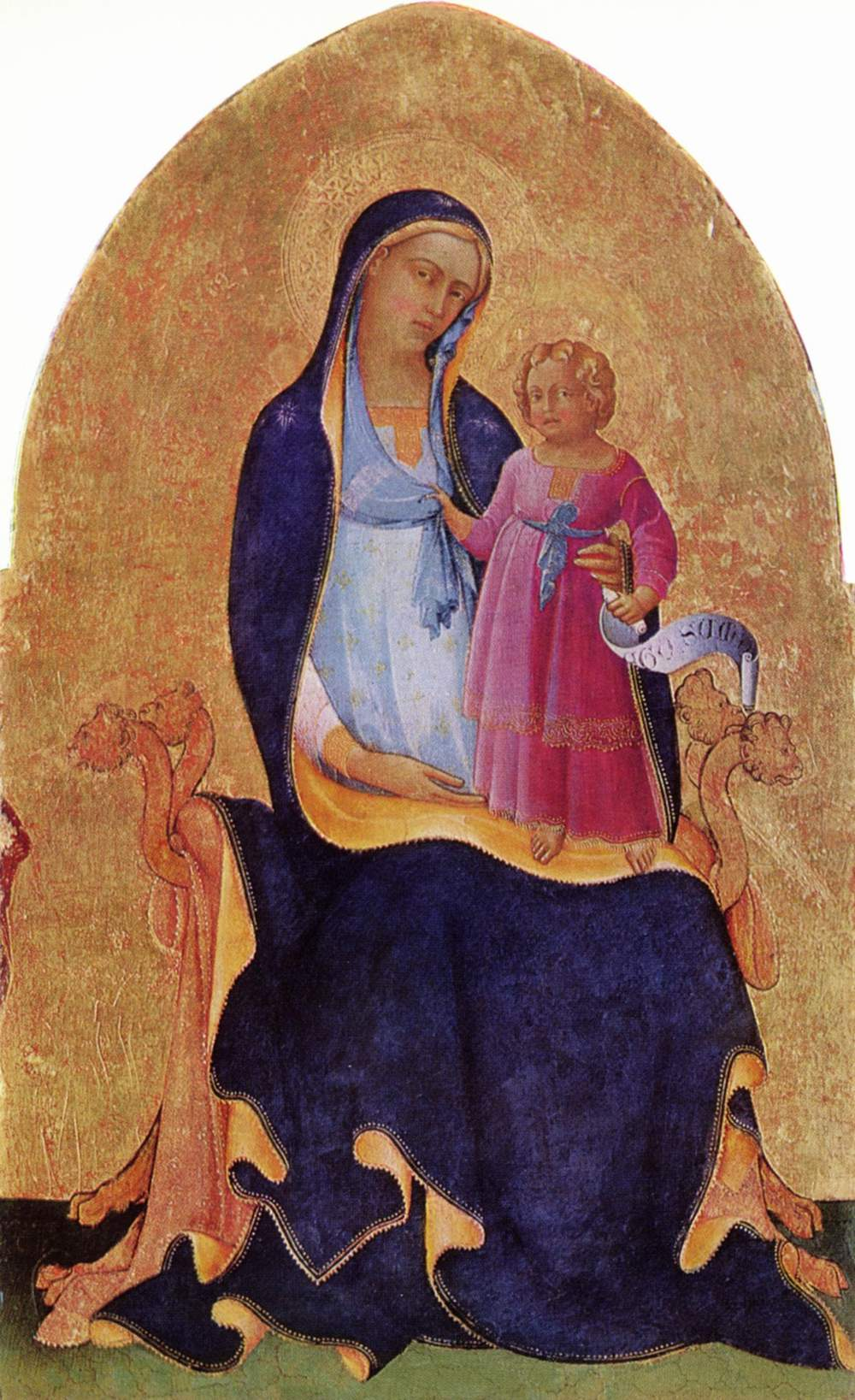
ロレンツォ・モナコ『聖母子』（15世紀）
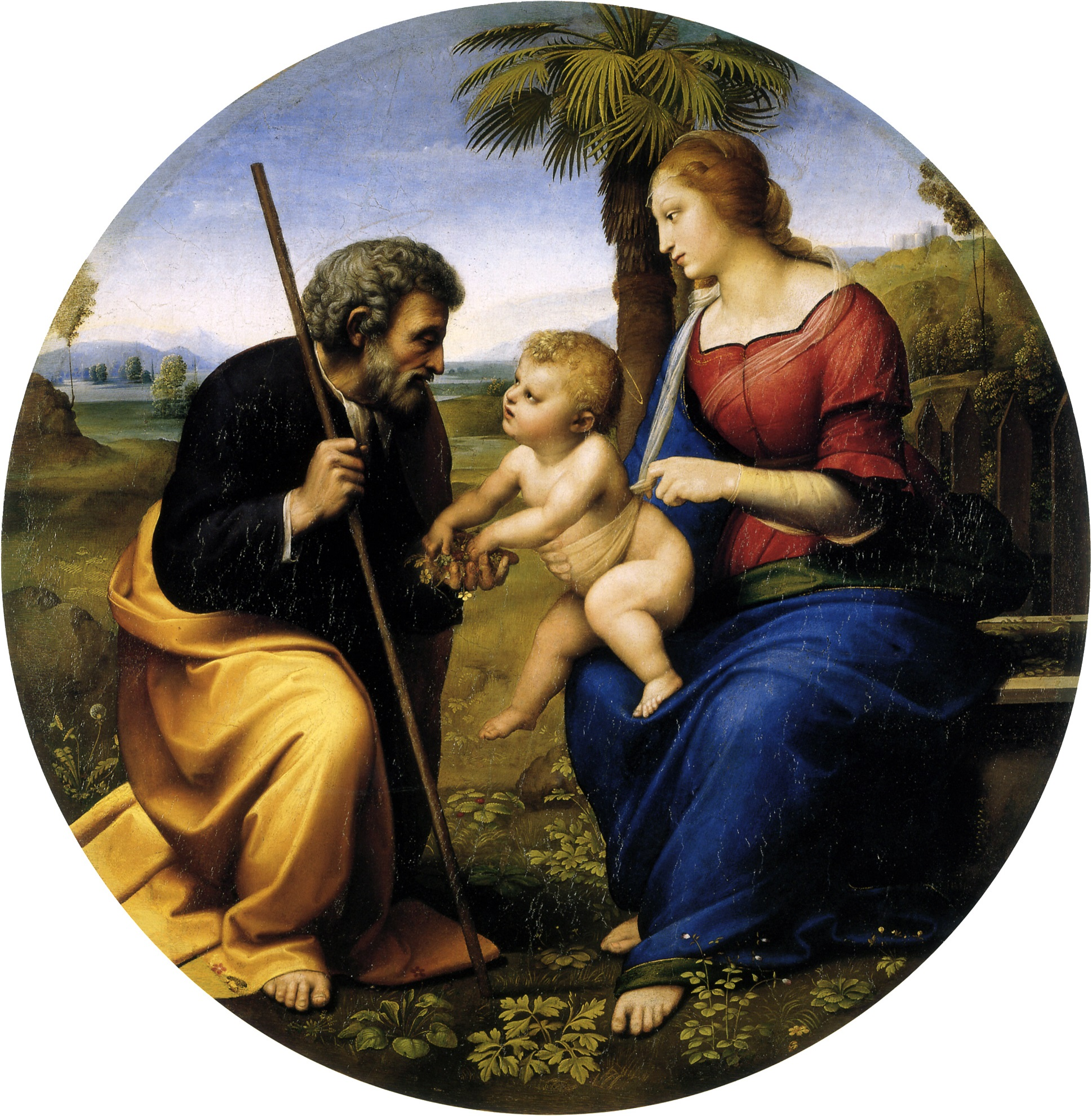
ラファエロ・サンツィオ『ナツメヤシのある聖家族』（1506年）
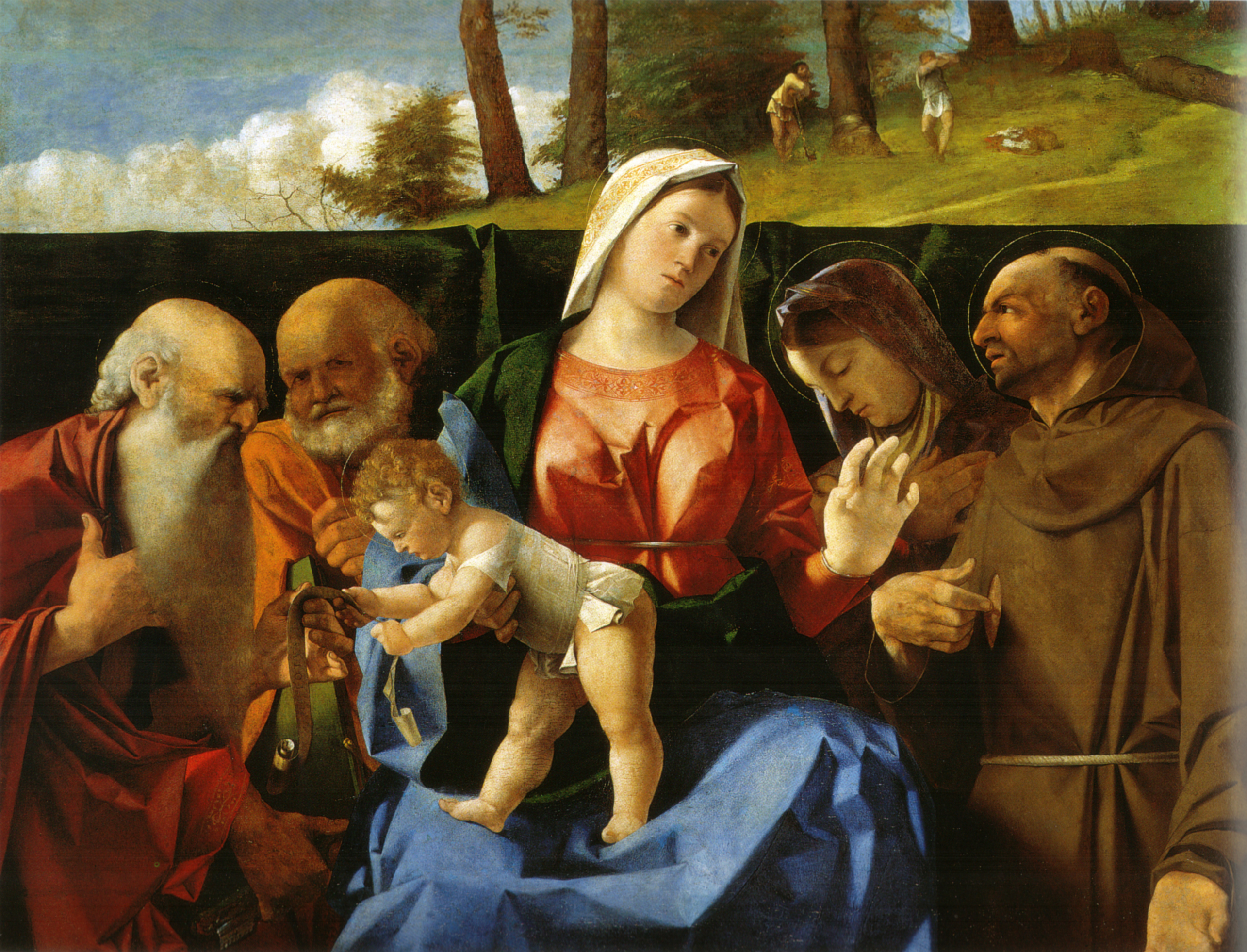
ロレンツォ・ロット『聖母子と聖者たち』（1506年）
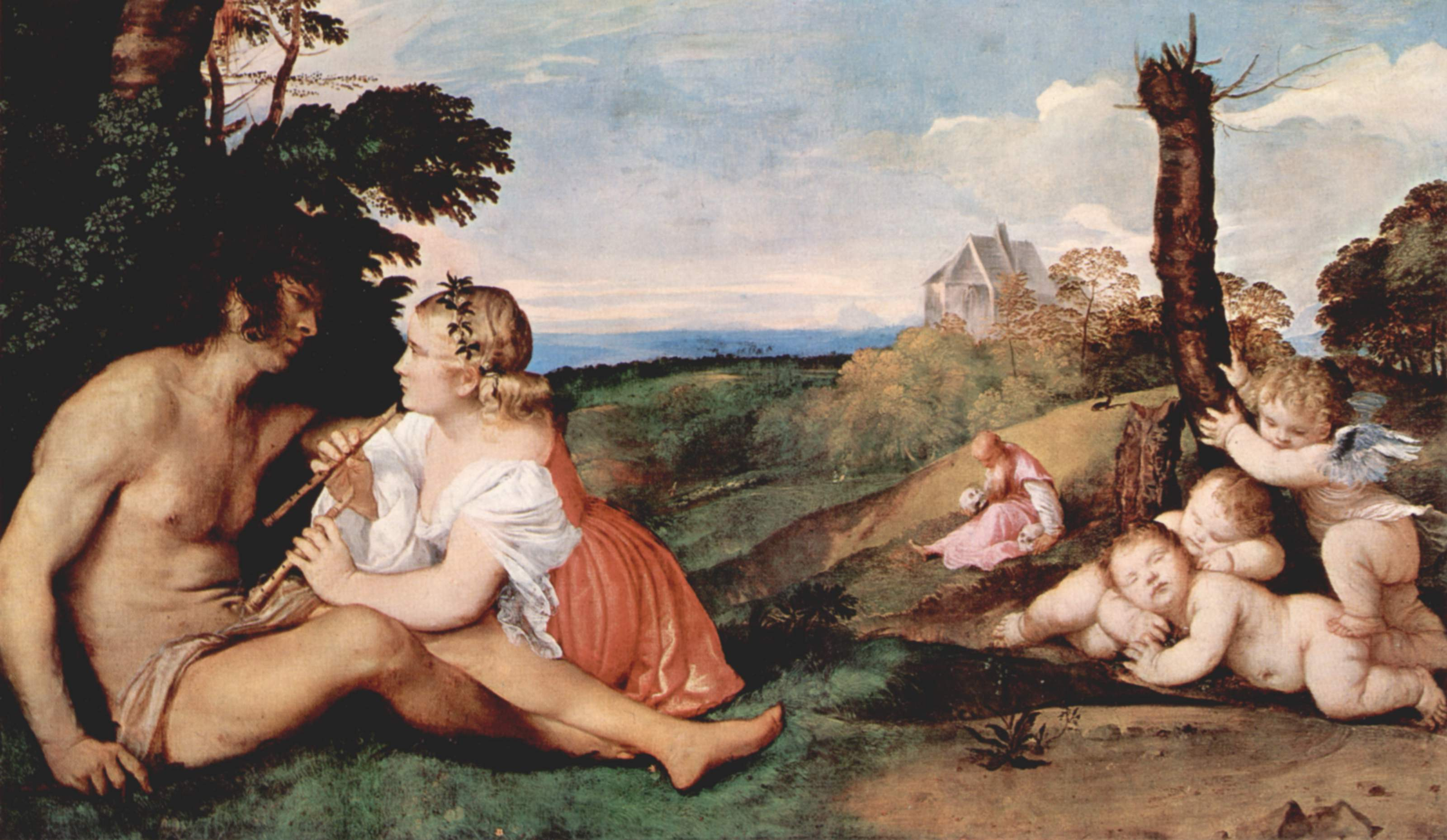
ティツィアーノ・ヴェチェッリオ『人生の三世代』（1512-1514年）
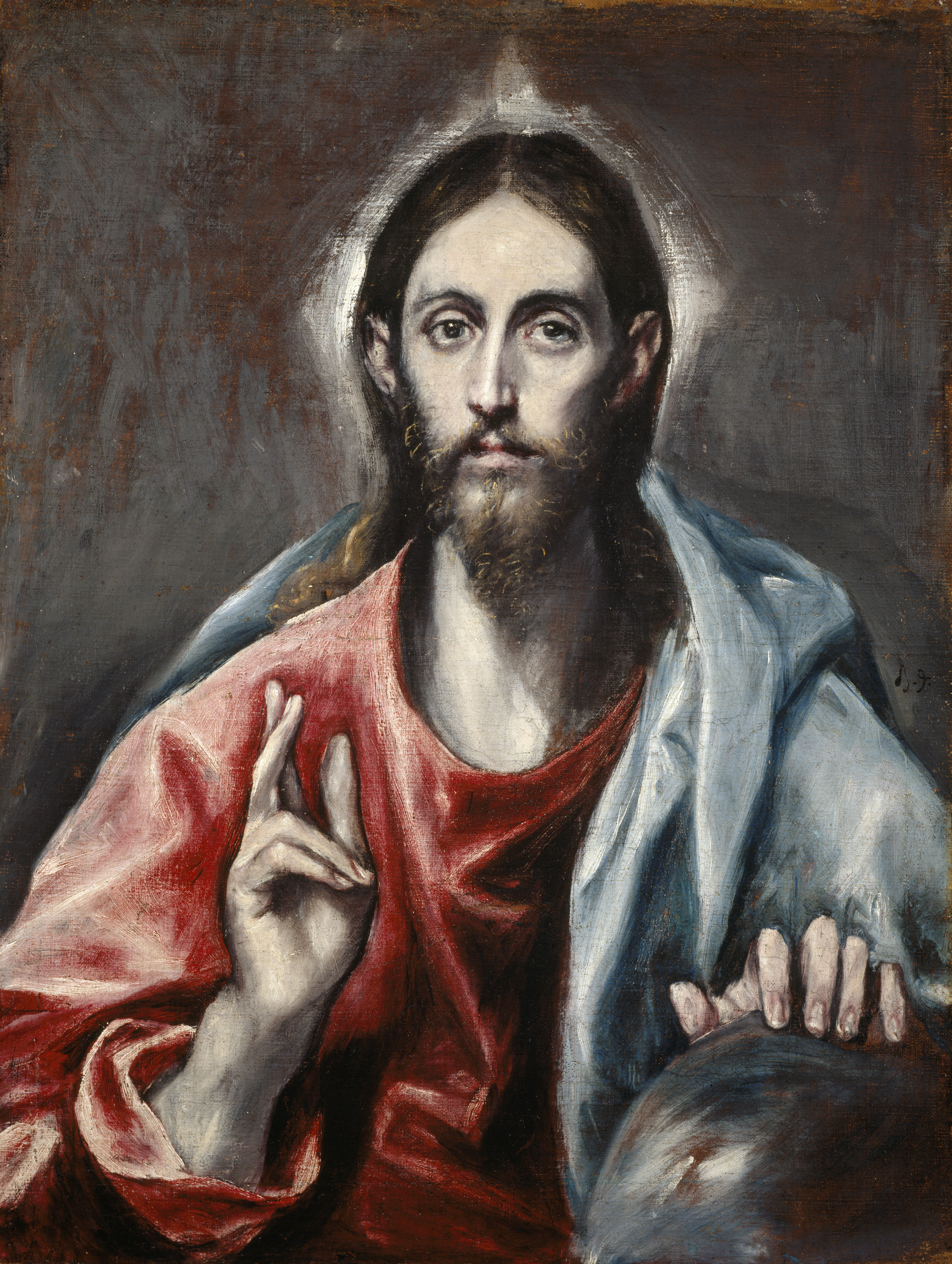
エル・グレコ『救世主キリスト』（1600年頃）
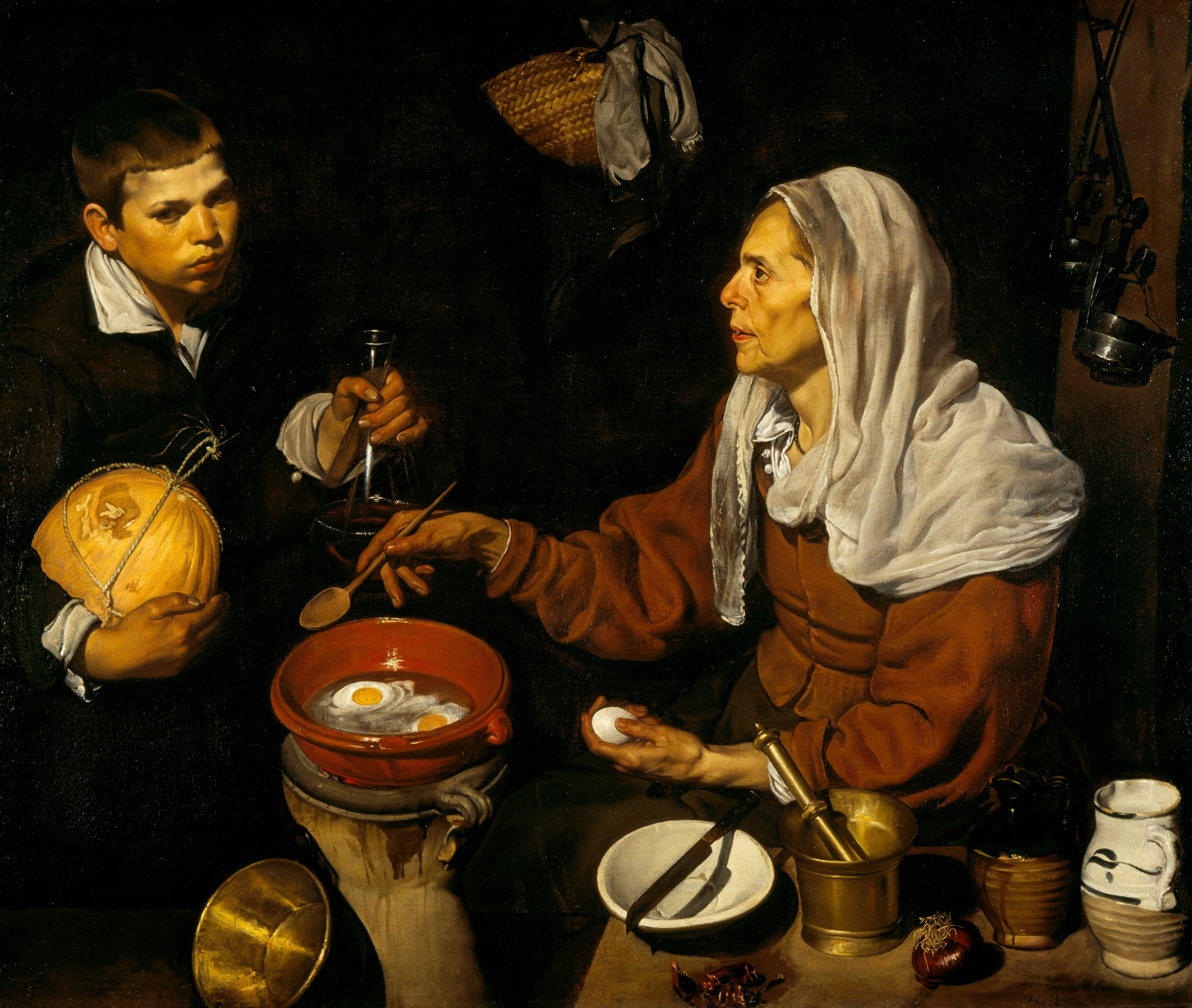
ディエゴ・ベラスケス『卵を調理する老女』（1618年）
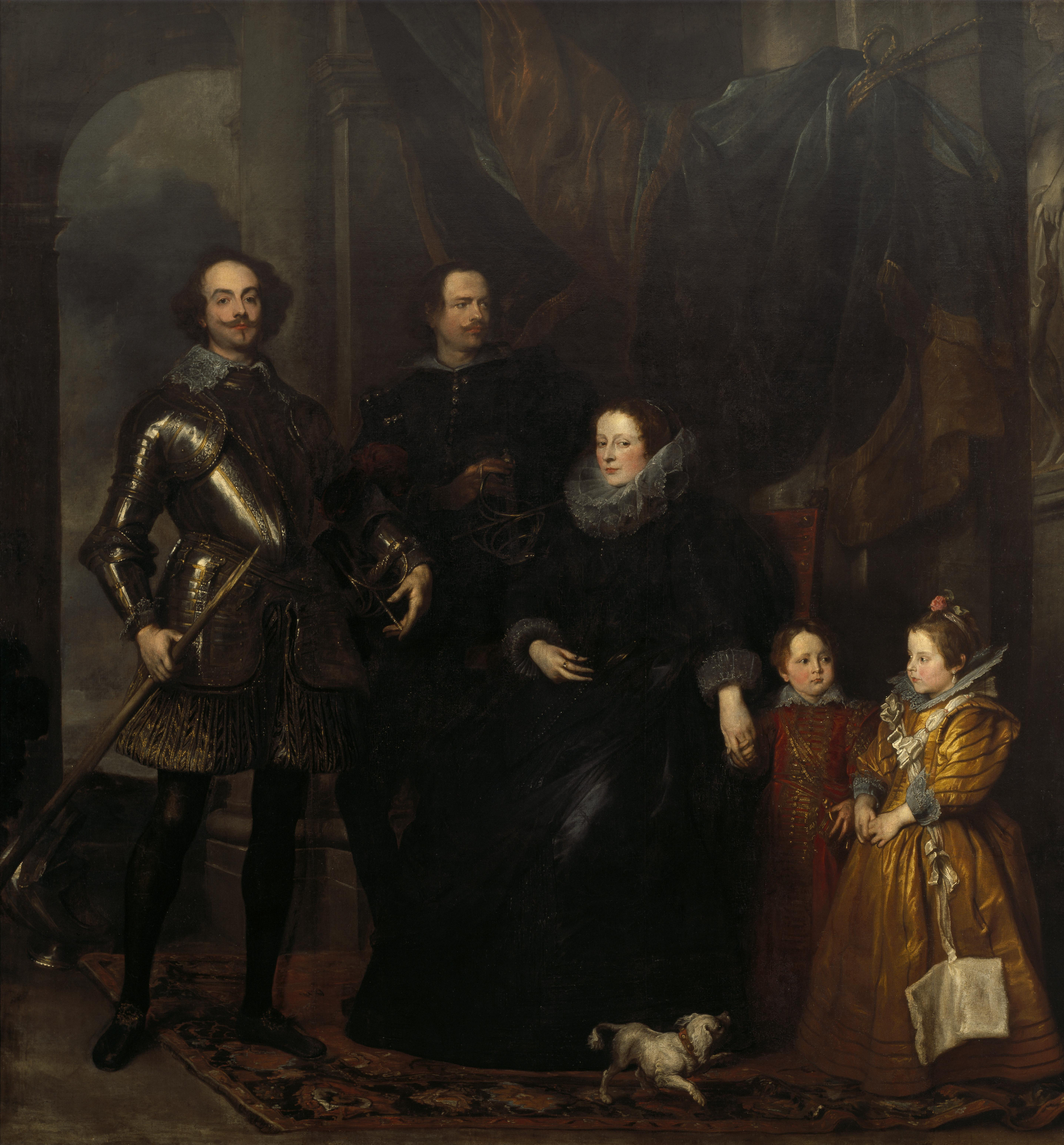
アンソニー・ヴァン・ダイク 『ロメリーニ家の肖像』（1626年 - 1627年）
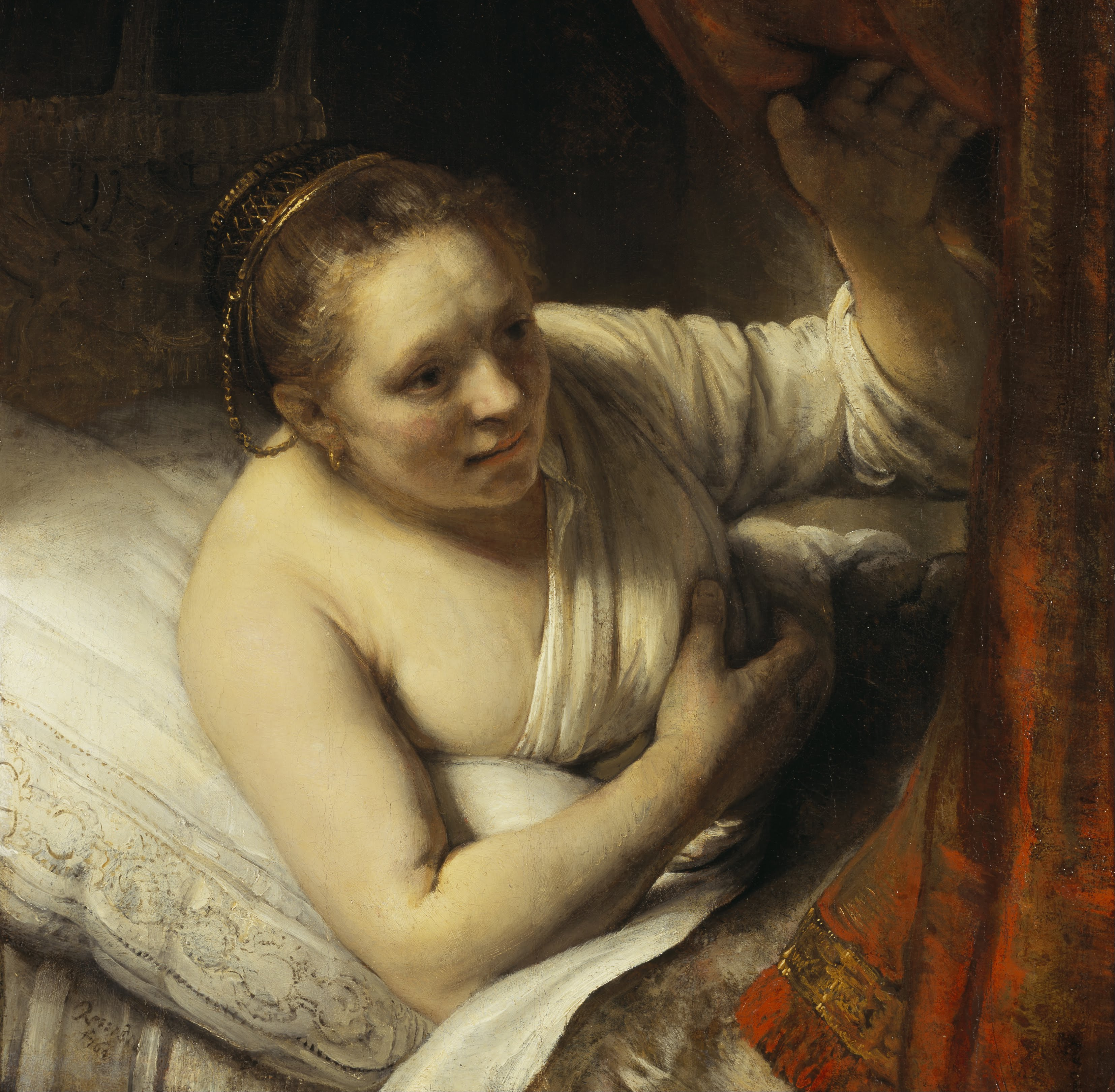
レンブラント・ファン・レイン 『ベッドの中の女』（1647年頃）
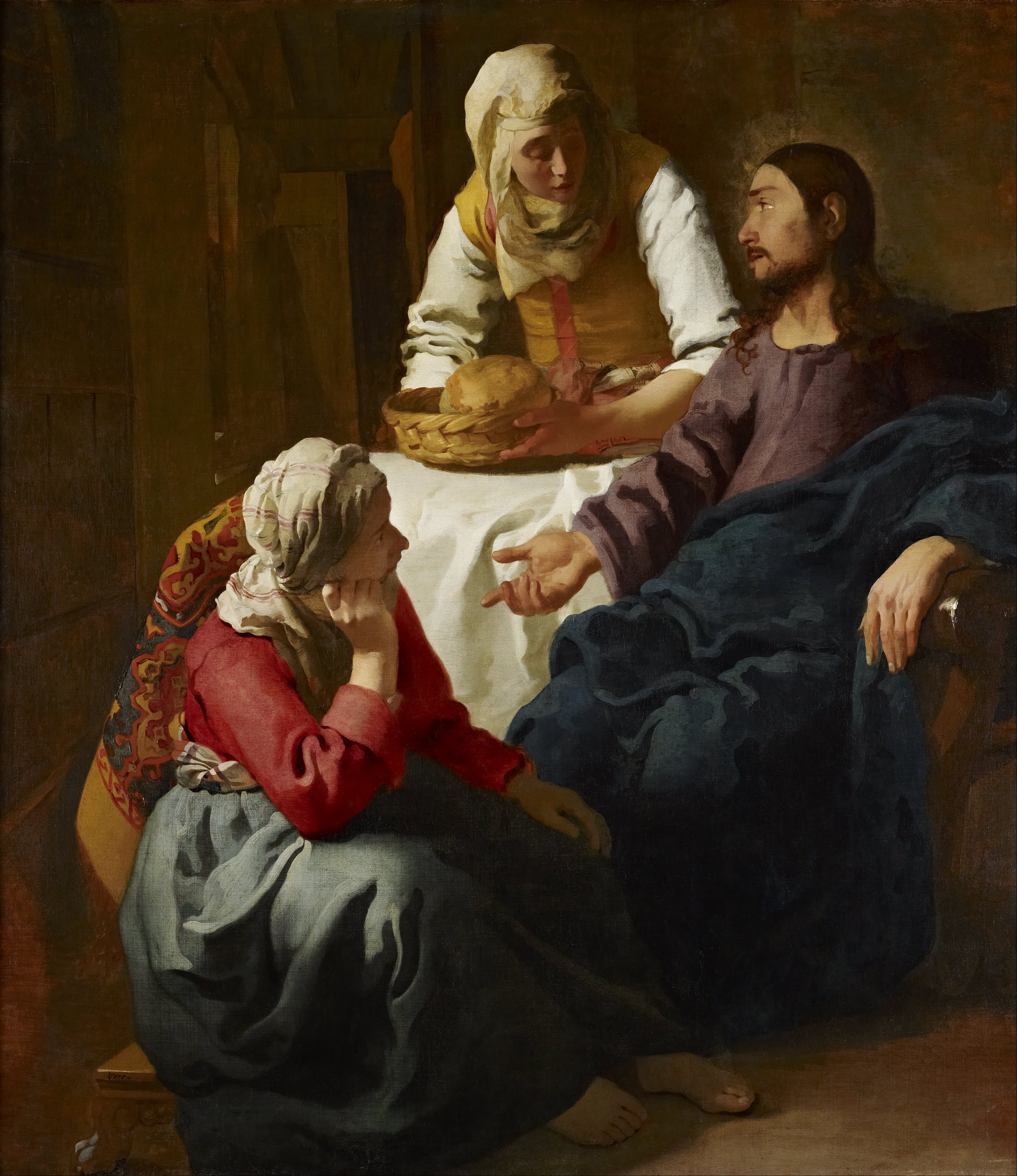
ヨハネス・フェルメール『マルタとマリアの家のキリスト』（1654-55年頃）
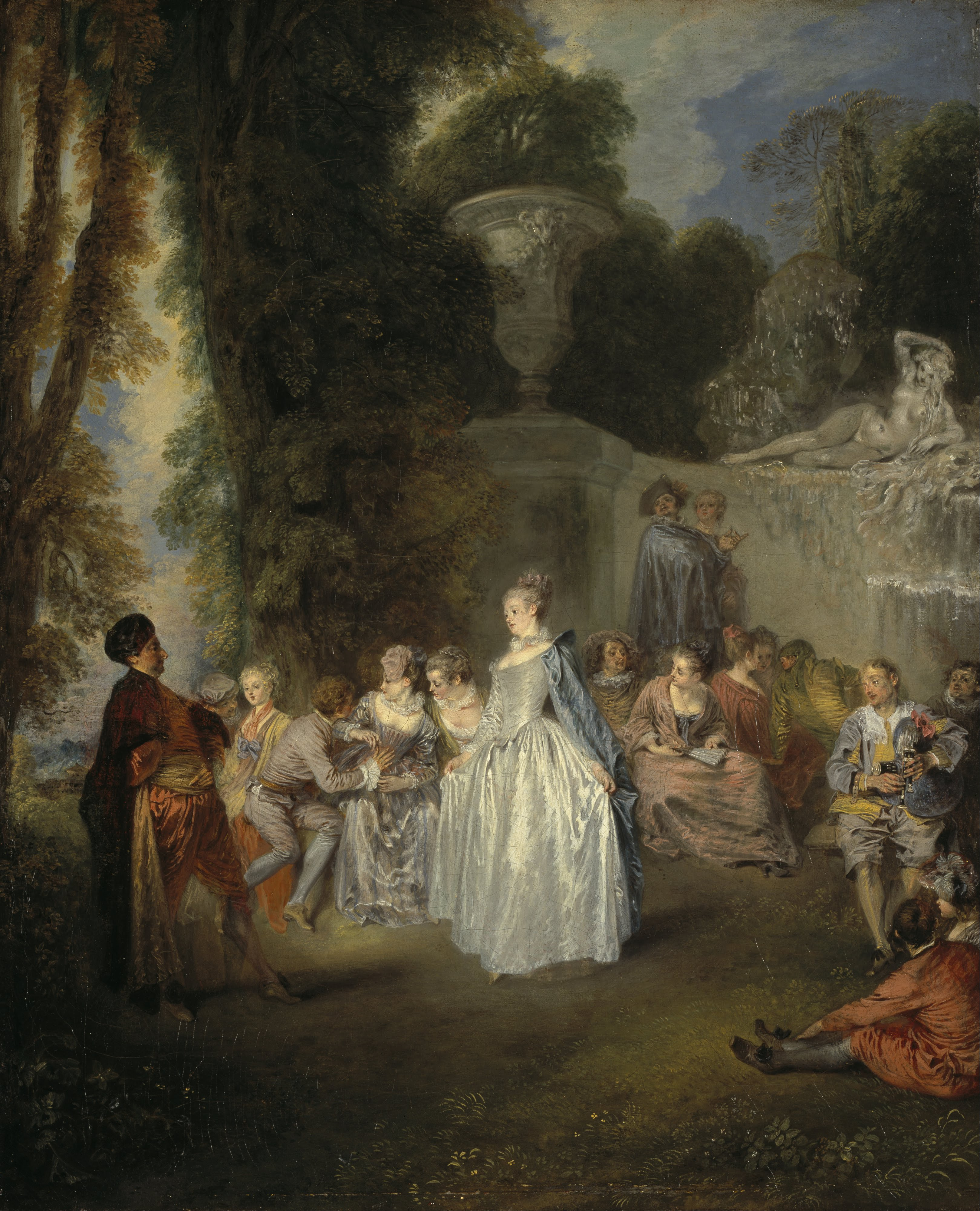
アントワーヌ・ヴァトー『ヴェネツィアの祝宴』（1719年）
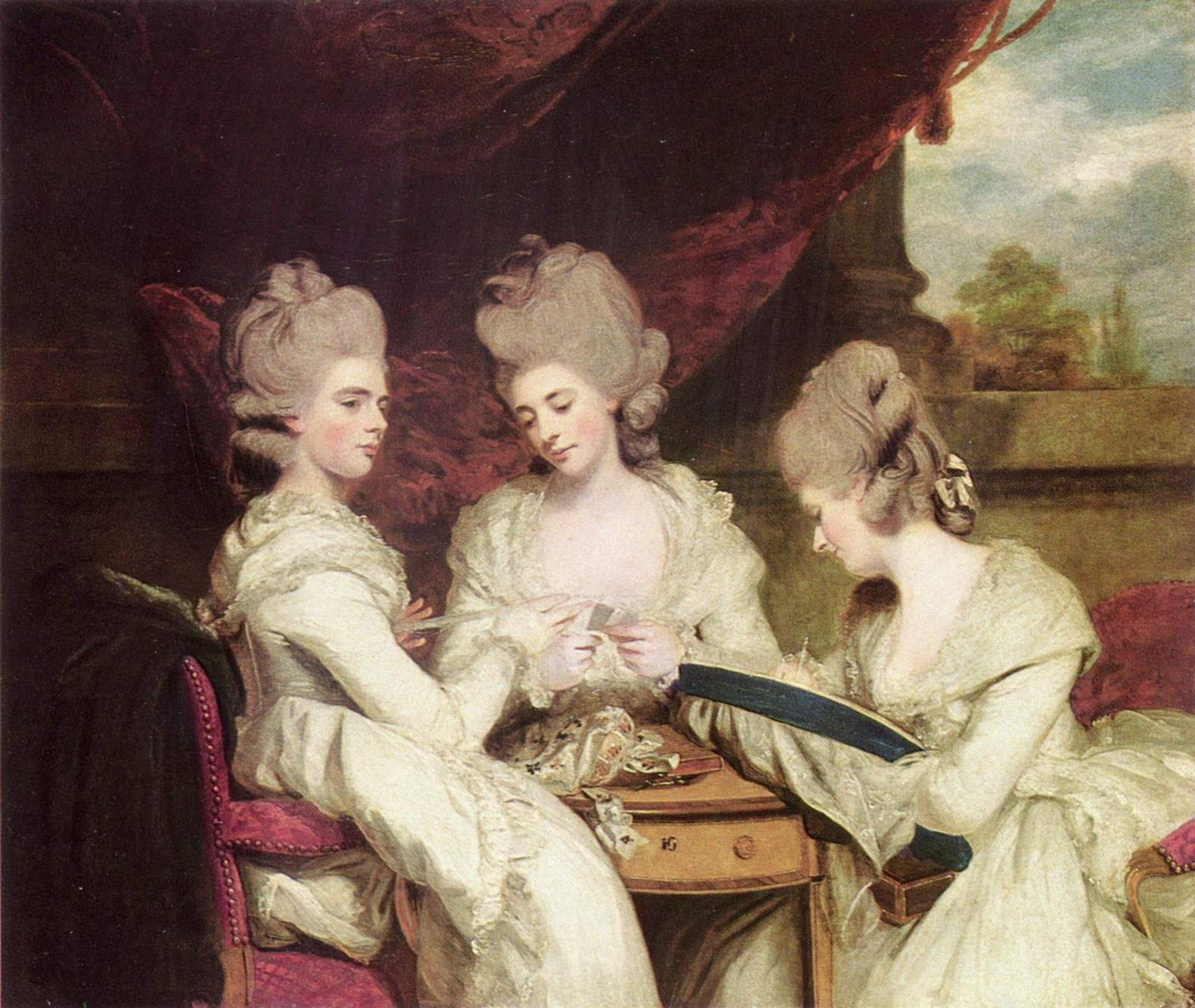
ジョシュア・レノルズ『ウォルドグレーヴ伯家の三姉妹』（1770年 - 1780年）
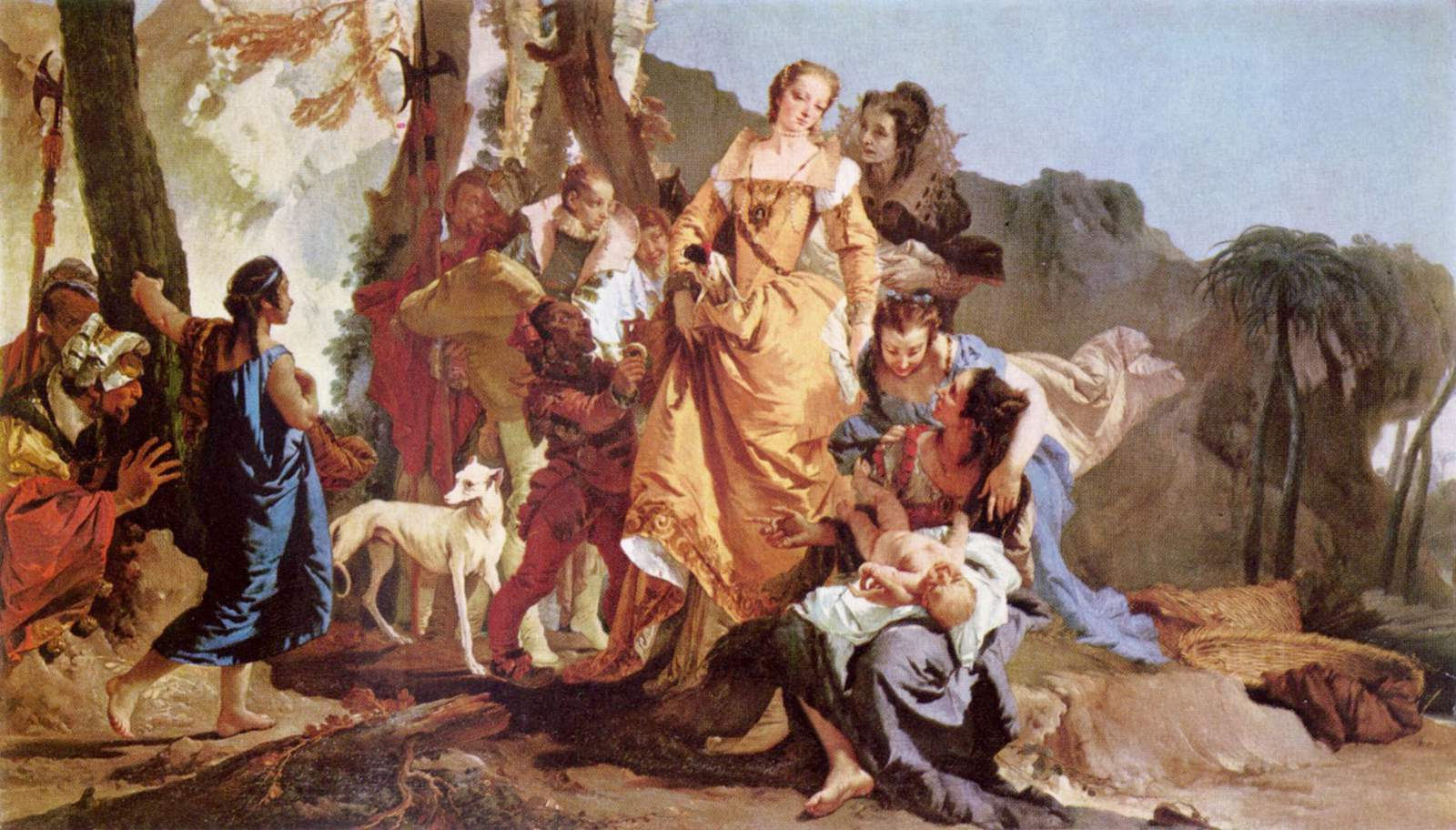
ジョヴァンニ・バッティスタ・ティエポロ『モーセの発見』断片（1740年頃）
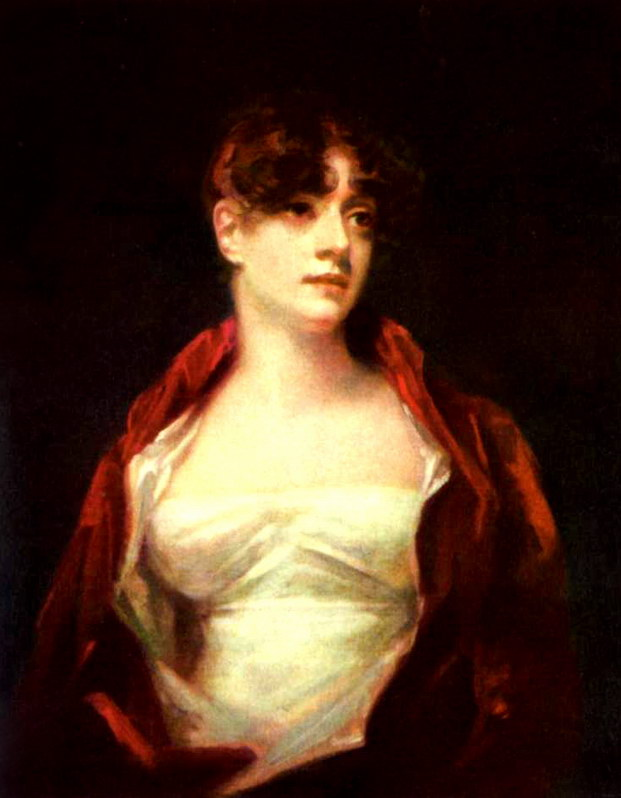
ヘンリー・レイバーン『ロバート・スコット・モンクリーフ夫人の肖像』（1756年 - 1823年）
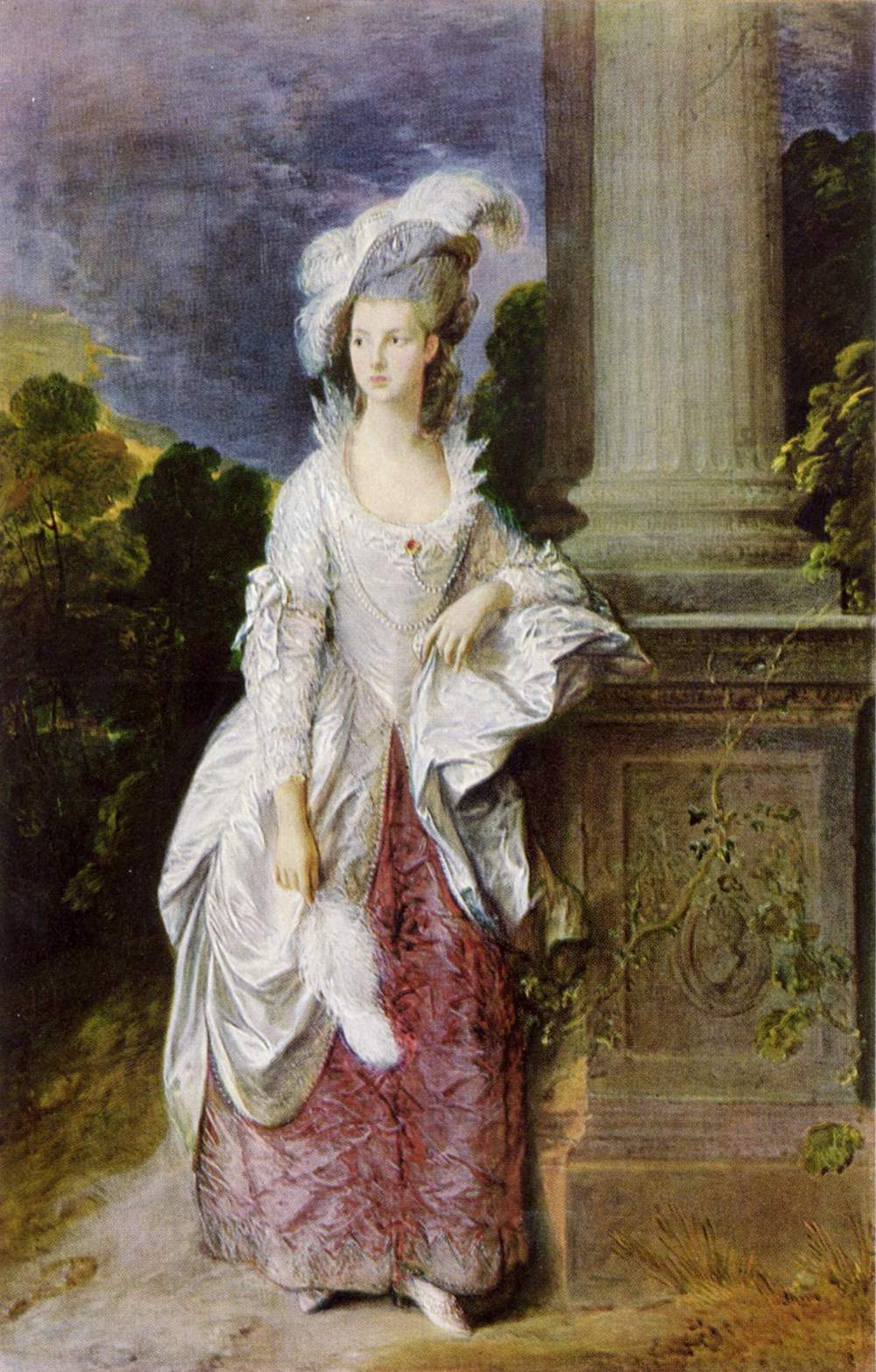
トマス・ゲインズバラ『トマス・グレアム夫人の肖像』（1777年）
ヘンリー・レイバーン『スケートをする牧師』（1790年代）
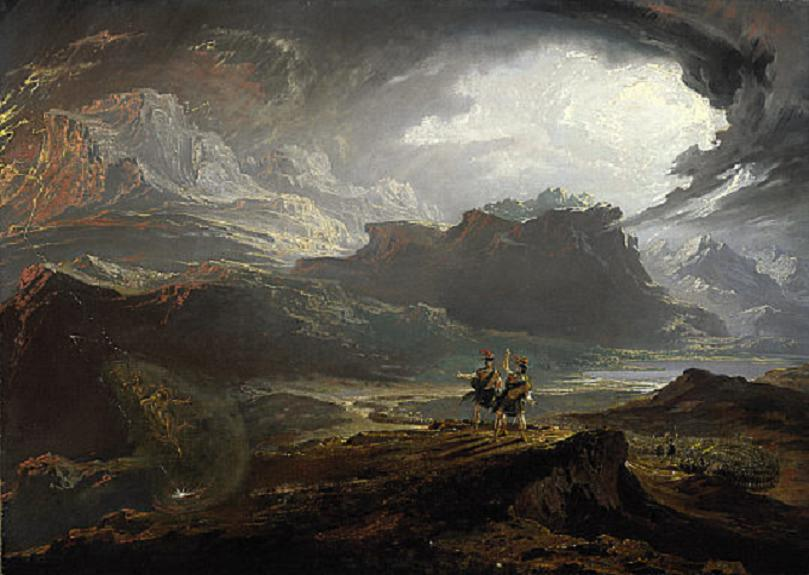
ジョン・マーティン『マクベス』(1820年頃)
ジョン・コンスタブル『デダムの谷』（1828年）
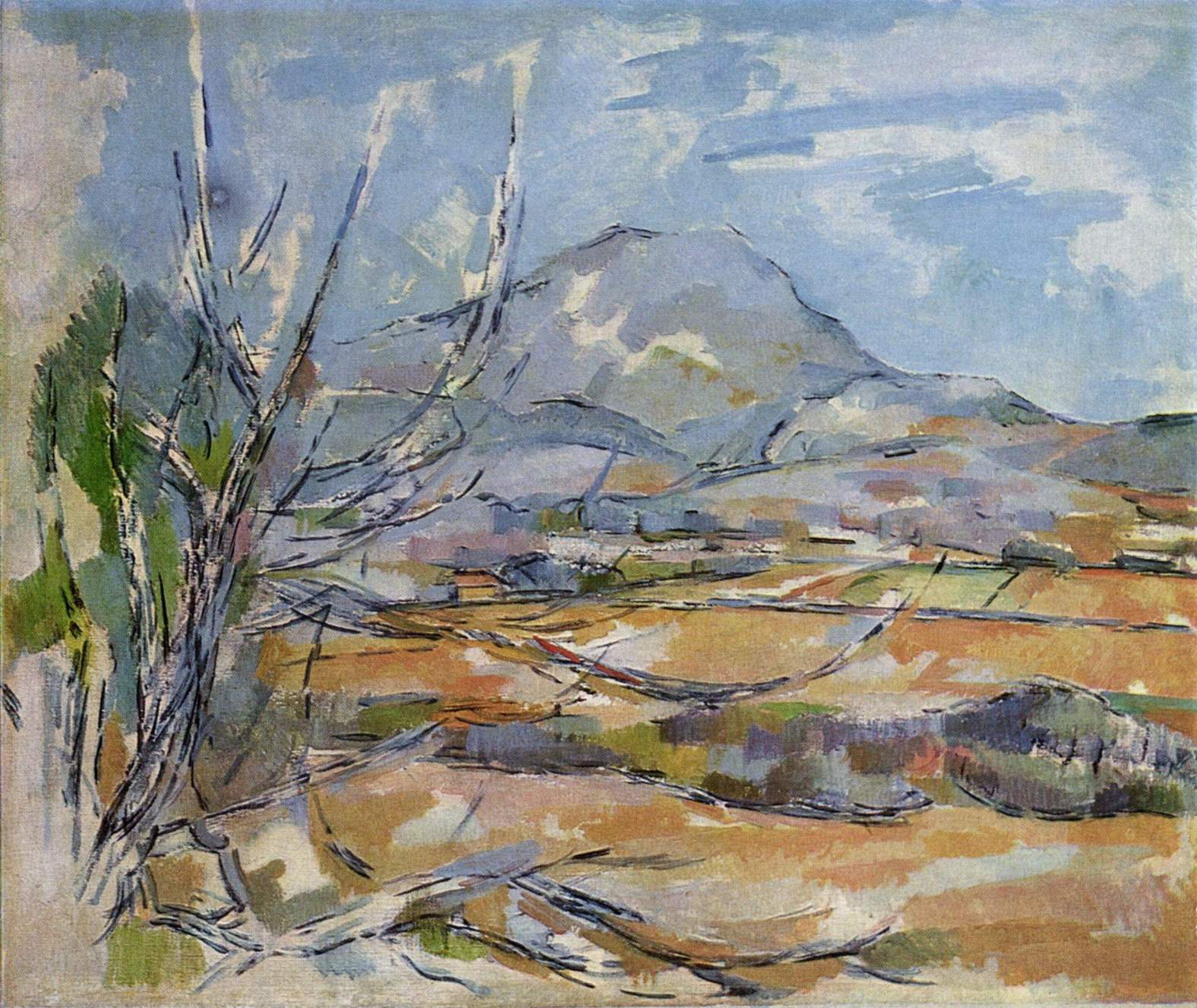
ポール・セザンヌ『サント＝ヴィクトワール山』（1885年 - 1887年）
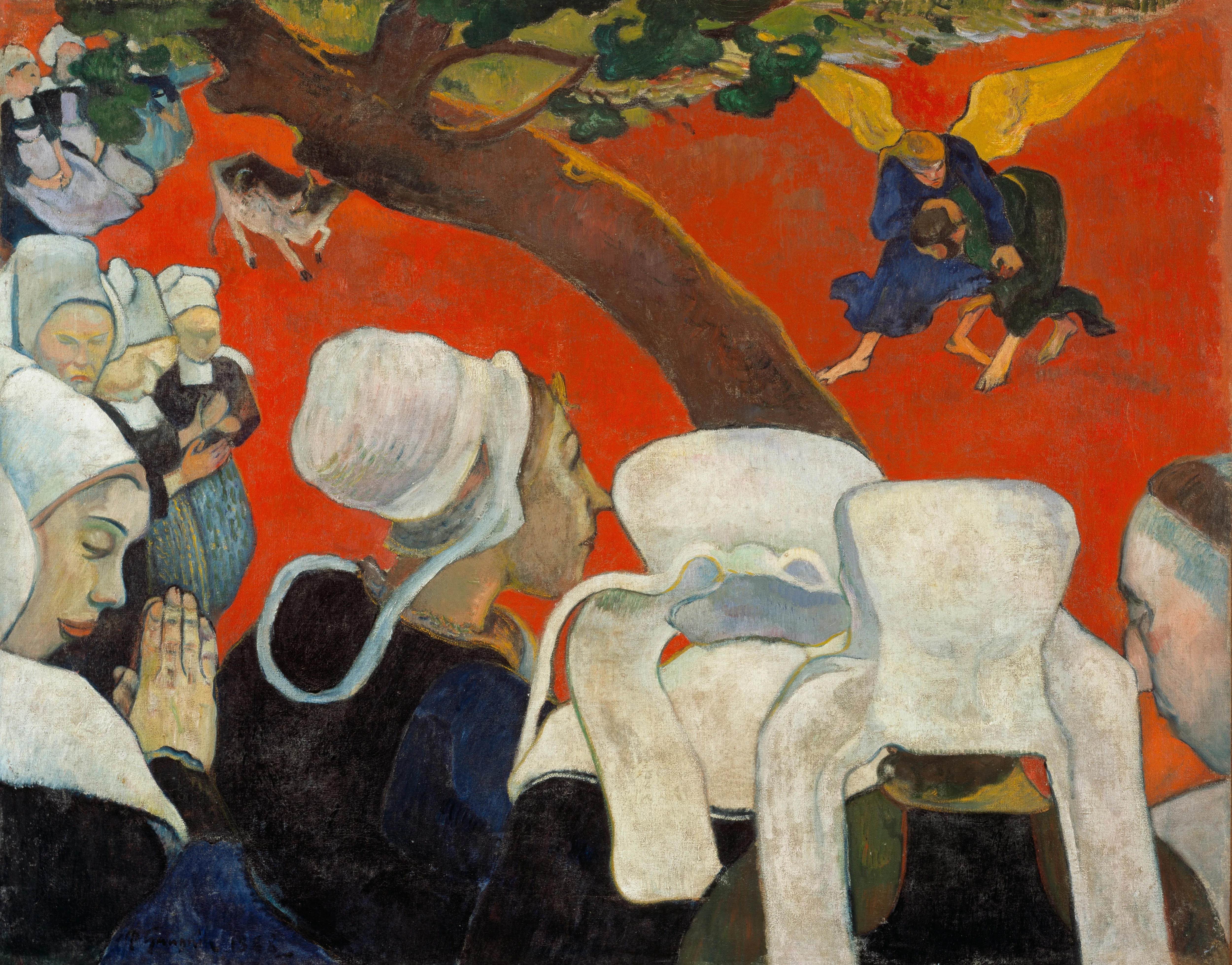
ポール・ゴーギャン『説教のあとの幻影』（1888年）
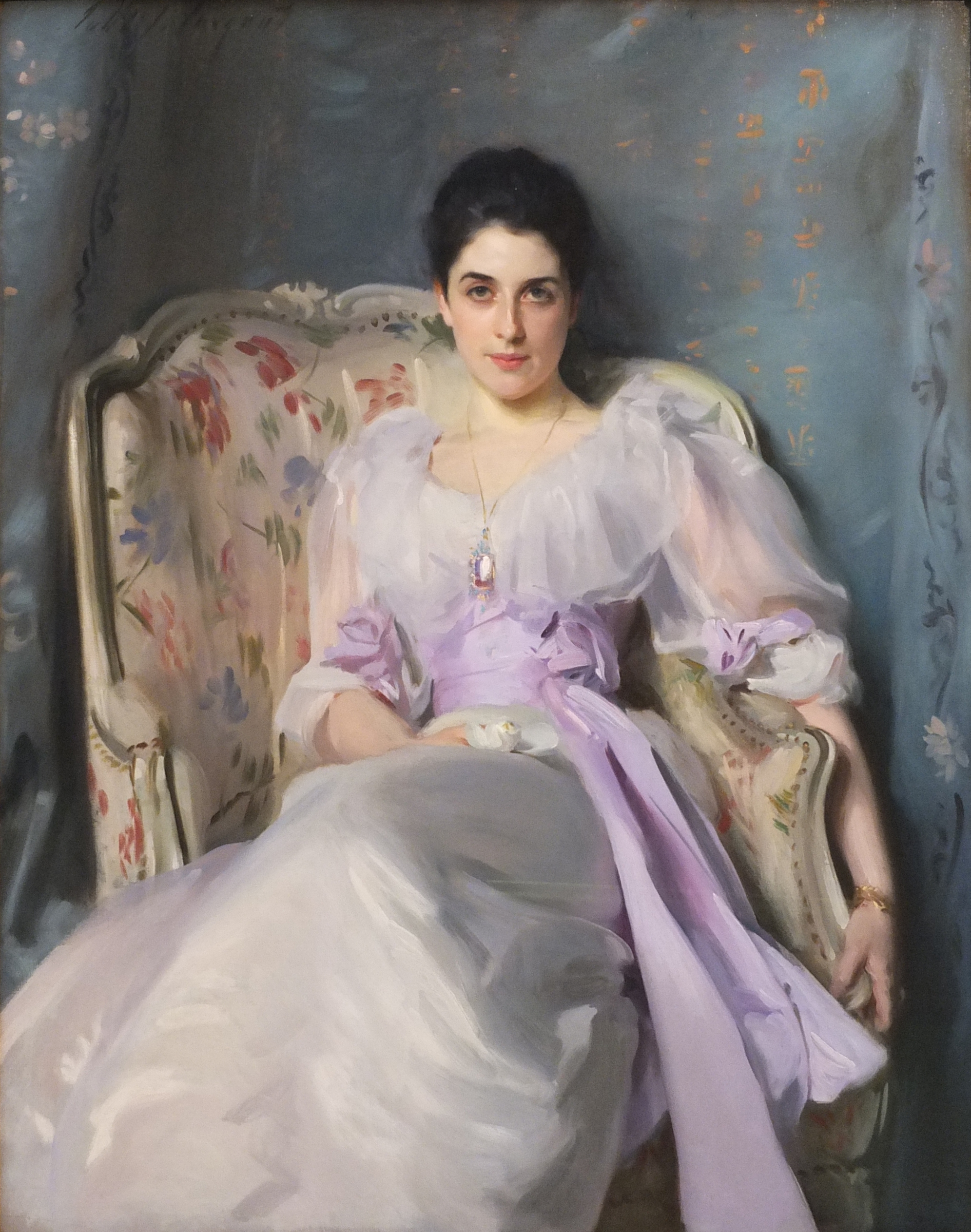
ジョン・シンガー・サージェント『ロクノーのレディ・アグニュー』（1892年）